# Zus & Zo
Zus & Zo é um filme de comédia holandês de 2002 dirigido e escrito por. Foi indicado ao Oscar de melhor filme estrangeiro na edição de 2003, representando a Holanda.

## Elenco
- Monic Hendrickx - Sonja
- Anneke Blok - Wanda
- Sylvia Poorta - Michelle
- Jacob Derwig - Nino
- Halina Reijn - Bo
- Theu Boermans - Hugo
- Jaap Spijkers - Jan
- Annet Nieuwenhuyzen - Moeder
- Pieter Embrechts - Felix Delicious
- Marisa van Eyle - Dorien